# Arnótegui
El Arnótegui es una modesta montaña situada al sur de Bilbao (Vizcaya) (España) de 426 m.
Muy frecuentada por los montañeros bilbaínos, el Arnótegui se ubica al oeste del valle del Bolintxu y al norte del cordal del Ganeta, con el que conecta a través del collado de San Roque.
La cima, que se conoce también con el nombre de Los Mimbres, está coronada por las ruinas de un pequeño baluarte,denominado castillo de Arnótegui, construido durante las guerras carlistas del siglo XIX, posee además otra cima secundaria de 377 m coronada por un repetidor de TV de ETB y que recibe el mismo nombre que el pequeño barrio que se extiende faldas abajo: Irusta.
Su ascensión es sencilla, pudiendo llevarse a cabo por el camino de Larraskitu desde Bilbao, o desde el valle de Bolintxu por su vertiente este.